# Meredith Salenger
 (août 2023).
Pour les articles homonymes, voir Meredith (prénom).
Meredith Dawn Salenger est une actrice américaine née le 14 mars 1970  à Malibu (Californie).

## Biographie
Meredith Dawn Salenger est une actrice américaine qui fait ses débuts à l'écran en 1982, à l'age de 12 ans, dans un rôle non crédité dans la comédie dramatique Annie.
Elle se fait par la suite connaître en interprétant le personnage principal du film Natty Gann, sorti en 1985 et pour lequel elle obtient, en 1986, le Young Artist Awards de la meilleure performance d'une jeune actrice dans un film. Elle enchaine avec le rôle de Lainie Diamond dans le film Dream a Little Dream et celui de Lisa Sanders dans la série Hollywood Heights.
Elle continue à jouer jusqu'à son 18e anniversaire après quoi, elle fait une pause pour faire des études. De 1988 à 1992, elle étudie à l'Université Harvard où elle obtient un diplôme cum laude en psychologie. Elle obtient ensuite des certificats en Court-Based Mediation of Family Law Matters et Mediating the Litigated Case auprès du Straus Institute for Dispute Resolution de la Pepperdine University School of Law (en).
Lorsqu'elle ne travaille pas sur des films ou des séries télévisées, Meredith Salenger est médiatrice pour l'Agency for Dispute Resolution à Beverly Hills, en Californie.
Après avoir repris le métier d'actrice, Meredith Salenger commence à se constituer progressivement une impressionnante filmographie. Au cours d'une carrière de près de quatre décennies, elle a été associée à environ 70 projets.

## Vie privée
Meredith Salenger se fiance au comédien Patton Oswalt en juillet 2017. Ils se marient le 4 novembre 2017.

## Filmographie

### Cinéma
- 1982 : Annie : Dancer / Orphan
- 1985 : Natty Gann (The Journey of Natty Gann) : Natty Gann
- 1988 : Jimmy Reardon : Lisa Bentwright
- 1988 : The Kiss : Amy
- 1989 : Dream a Little Dream : Lainie Diamond
- 1991 : Edge of Honor (en) : Alex
- 1994 : Dead Beat : Donna
- 1995 : Girl in the Cadillac (en) de Lucas Platt : Salesgirl
- 1995 : Venus Rising : Maria
- 1995 : Le Village des damnés (Village of the Damned) : Melanie Roberts
- 1995 : Une virée d'enfer (Glory Daze) : The Comic Strip Groupie
- 1997 : Happenstance : Shannon
- 1997 : Sparkle and Charm : Gwen
- 1998 : Bug Buster : Veronica Hart
- 1998 : Sour Grapes : Degan
- 1999 : The Oz Witch Project : Dorothy Gale
- 1999 : Matters of Consequence : Reiko
- 1999 : Lake Placid : Deputy Sharon Gare
- 2001 : Le Courtier du cœur (Good Advice) : Amy
- 2001 : My Best Friend's Wife : Ami Meyer
- 2002 : Une soirée parfaite (The Third Wheel) : Sara
- 2006 : The Work and the Glory III: A House Divided : Caroline Mendenhall
- 2006 : Werewolf in a Women's Prison : Angel
- 2008 : Quality Time : Susan Stone
- 2009 : La Montagne ensorcelée (Race to Witch Mountain) : Natalie Gann
- 2013 : Crush de Malik Bader

### Télévision
- 1986 : My Town (TV) : Amber Wheeler
- 1986 : L'Ultime Frontière (The Last Frontier) (TV) : Tina Adamson
- 1988 : April Morning (TV) : Ruth Simmons
- 1993 : The Great O'Grady (TV)
- 1993 : Les Contes de la crypte (Tales from the Crypt) (série télévisée) : Mona
- 1995 : Legacy of Sin: The William Coit Story (TV) : Robin Coit
- 1996 : Pier 66 (TV) : Kate Kelly
- 1996 : Extrême urgence (L.A. Firefighters) (série télévisée) : Michelle Goldstein
- 1996 : The Sentinel (série télévisée) : Amber
- 1997 : Poltergeist : Les Aventuriers du surnaturel (Poltergeist: The Legacy) (série télévisée) : Emma Scott
- 1998 : Buffy contre les vampires (Buffy the Vampire Slayer) (série télévisée) : Grace Newman
- 1998 : Onde de choc (No Code of Conduct) (TV) : Rebecca Peterson
- 1999 : Chicks (TV) : Nic
- 2000 : H.U.D. (TV) : Mason Noble
- 2001 : Resurrection Blvd. (série télévisée) : Jane Ensler
- 2002 : Dawson (Dawson's Creek) (série télévisée) : Amy Lloyd
- 2004 : Mega Robot Super Singes Hyperforce Go ! (série télévisée) : Aurora Six
- 2005 : Cold Case : Affaires classées (Cold Case) (série télévisée) : Sloane Easton
- 2005 : Le Cœur de la forêt (Out of the Woods) (TV) : Linda
- 2005 : Close to Home (Close to Home) (série télévisée) : Diane Walker
- 2007 : Life (série télévisée) : Leslie Stark
- 2008 : The Cleaner (série télévisée) : Cristina Alvarez
- 2008 : House Poor (série télévisée) : Meredith
- 2009 : 24 heures chrono (24) (feuilleton TV) : Linda Gadsen
- 2009 - 2010 : Star Wars: The Clone Wars (série animation) : Barriss Offee / Ione Marcy (voix)
- 2011 - 2018 : Robot Chicken (série d'animation) : Voix diverses
- 2012 : Anger Management (série télévisée) : Meredith Goodson
- 2013 : Jalousie maladive (Jodi Arias: Dirty Little Secret) (TV) : Willmott
- 2016 : Grey's Anatomy : Daphne
- 2019 : My Little Pony : Les amies c'est magique (My Little Pony: Friendship is Magic) (série d'animation) : Clear Sky
- 2024 : Tales of the empire (série d'animation) : Barriss Offee (voix)

## Distinctions
- Young Artist Award de la meilleure actrice dans un film en 1986 pour Natty Gann.
- Nomination au Young Artist Award de la meilleure actrice dans un film en 1989 pour Jimmy Reardon.
- Nomination au Saturn Award du meilleur second rôle féminin en 1990 pour The Kiss.